# فوناريات
الفوناريات (الاسم العلمي:Funariales) هي رتبة من النباتات تتبع الطبقة من طائفة الحزازيات الحقيقية.

## التصنيف
- الفونارية
  - الفوناراوات
    - الفونار